# Conjunto histórico de Fermoselle
Conjunto histórico-artístico de Fermoselle es el nombre bajo el que está reconocido como bien de interés cultural español el núcleo urbano del municipio español de Fermoselle, en la provincia de Zamora, comunidad autónoma de Castilla y León. Fue declarado el 24 de octubre de 1974 y publicado en el Boletín Oficial del Estado del 14 de noviembre del mismo año.
La villa destaca por sus quebradas, estrechas y empinadas calles, en las que se han conservado edificaciones construidas con un marcado carácter popular. Se han levantado en armonía con su paisaje, con roca y sobre roca granítica que es casi imposible de horadar. Llama la atención el nombre de algunas de ellas, como el Guapo, la Amargura, el Portal o las Tenerías, enlazadas en una formación sinuosa, que se juntan en la Calle Requejo, la que fuera corazón comercial de la villa. Esta vía, que cruza longitudinalmente el caserío va entrelazando las distintas plazas: la Fontanica, donde los habitantes iba a por agua, la plaza del Cabildo, junto a la iglesia y finalmente plaza Nueva o la plaza del Ayuntamiento, centro neurálgico de la villa y lugar de celebración de todos sus grandes acontecimientos, como son sus conocidas corridas de toros. Las calles de la Nogal y el Montón de Tierra, con sus fuertes pendientes y su empedrado típico en continuidad con las fachadas de las casas, son algunos de los rincones más característicos de Fermoselle. En ellas, los arcos de medio punto dejan paso a un entramado laberíntico de bodegas que fueron excavadas con esmero por casi todo el subsuelo de la villa. Es especialmente singular el aprovechamiento que se hace de los materiales rocosos. El granito, que aflora en cualquier parte, es empleado en cimientos y cierres. Varias iglesias y construcciones religiosas se dispersan por el pueblo, emergiendo sobre las ondulaciones del terreno, como la iglesia de Santa Colomba en el barrio del mismo nombre que durante años estuvo completamente separado de la villa antigua, la ermita de la Soledad, rica en detalles arquitectónicos, San Albin, y la Cruz, quizá un santuario precristiano; o la Iglesia de Nuestra Señora de la Asunción. Por último, presidiendo todo el conjunto, está el castillo que llaman de Doña Urraca, del que se conservan escasos restos de la torre del homenaje y de algunas dependencias.

## Ubicación
Fermoselle se encuentra en la esquina suroeste de la provincia de Zamora. Su casco urbano se asienta sobre una colina delimitada por la confluencia de los ríos Tormes y Duero, en el tramo internacional de este último. Se trata de una de las localidades pertenecientes al parque natural de Arribes del Duero por lo que su término municipal está catalogado como espacio natural protegido.

## Historia
La fundación de Fermoselle se cree que puede deberse a un asentamiento prerromano. Tras la conquista romana, la villa quedó definitivamente situada en el mapa, formando parte de la red de calzadas. Durante la Edad Media fue plaza fuerte. Recibió carta foral por parte del rey Alfonso IX de León en 1221 y se constituyó como lugar de descanso de los peregrinos que seguían la ruta Jacobea desde el sur. Su situación estratégica le dio protagonismo en la Reconquista, en la Guerra de las Comunidades de Castilla y, después, en el reinado de Felipe IV.

## Patrimonio
La villa, desde un punto de vista artístico y arquitectónico, tiene cierta similitud con pueblos de las provincias de Salamanca y Cáceres, entre los que se podría citar Béjar, La Alberca, Candelario y Plasencia. Su casco histórico está formado por un conjunto de calles tortuosas y empinadas, con amplias y sólidas casonas de antigua construcción, en las que se divisan aún sus escudos heráldicos. Cuenta con rincones pintorescos, como el del arco de acceso a la barbacana del castillo y las calles de La Nogal y del Torrejón.
De entre su rico patrimonio artístico, destaca la iglesia parroquial de Nuestra Señora de la Ascensión, de muros románicos, con tres arcos del siglo XV, de marcada tendencia gótica, y las portadas del mediodía y del poniente, también románicas, de arcos apuntados y singulares capiteles. También destacan las ermitas de Santa Colomba —en la que se venera un crucifijo románico del siglo XII—, de la Soledad, de la Santa Cruz y la de San Albín, esta última con inscripciones antiquísimas. Por último, el castillo llamado de Doña Urraca, del que se conservan escasos restos de la torre del homenaje y de algunas dependencias.

## Declaración
El expediente instruido al efecto de declarar la villa como bien de interés cultural, en conformidad con el ayuntamiento de Fermoselle, fue aprobado por el Consejo de Ministros en su reunión del día 11 de octubre de 1974 a propuesta del ministro de educación, Cruz Martínez Esteruelas. La declaración como conjunto histórico-artístico se hizo mediante el decreto de 24 de octubre de 1974, disposición que entró en vigor el 14 de noviembre siguiente, tras su publicación en el Boletín Oficial del Estado:

Artículo primero.- Se declara conjunto histórico la villa de Fermoselle, de la provincia de Zamora, con la delimitación que figura en el plano unido al expediente.

Artículo segundo.- La tutela de este conjunto, que queda bajo la protección del Estado, será ejercida a través de la Dirección General de Bellas Artes por el Ministerio de Educación y Ciencia, el cual queda facultado para dictar cuantas disposiciones sean necesarias para el mejor desarrollo y ejecución del presente Decreto.

Boletín Oficial del Estado nº 273 de 14 de noviembre de 1974

Conforme a su decreto de declaración, la misma se efectuó para "preservar los valores de reformas o innovaciones que pudieran perjudicarlos".